# Ruido Blanco
Ruido Blanco ist der Name des ersten Livealbums des argentinischen Powertrios Soda Stereo. Das Album wurde während der Signos-Tour in Argentinien, Peru, Chile, Mexiko und Venezuela aufgenommen. 

## Geschichte
Die Band entschied sich, ein Livealbum aufzunehmen, da sie im Jahr 1987 durchgehend auf Tour waren. Auf der Platte sind Stücke aus ihren drei vorherigen Alben Soda Stereo, Nada Personal und Signos zu hören. Da das Aufnahme-Equipment von geringer Qualität war, konnte viel vom aufgenommenen Material nicht im Studio gemischt werden. Für die nachträgliche Bearbeitung der benutzten Tracks arbeitete die Band auf Barbados im Blue Wave Studio von Eddy Grant.
Auf den beiden Songs Profugos und Sobredosis de T.V. wurde die Band von den Supremes (Hintergrundgesang) unterstützt, die jahrelang Diana Ross begleitet hatten.
Das Livealbum ist ein Produkt der Signos-Tour. Während dieser Zeit bereitete die Band bereits Material für ihr nächstes Album Doble Vida vor. Es enthält neue Versionen von alten Stücken.

## Tracks
| # | Songname (Übersetzung)                                                          | Komponist                                    | Länge |
| - | ------------------------------------------------------------------------------- | -------------------------------------------- | ----- |
| 1 | Signos (Zeichen)                                                                | Gustavo Cerati                               | 6:20  |
| 2 | Juego De Seduccion (Spiel der Verführung)                                       | Gustavo Cerati                               | 4:14  |
| 3 | Persiana Americana (Amerikanische Verdunklung)                                  | Gustavo Cerati/Jorge Antonio Daffunchio      | 5:38  |
| 4 | Sobredosis De T.V. (Überdosis T.V.)                                             | Gustavo Cerati                               | 5:38  |
| 5 | Estoy Azulado (Ich bin traurig)                                                 | Gustavo Cerati/Richard Coleman               | 4:18  |
| 6 | Final Caja Negra (Letzte Blackbox)                                              | Gustavo Cerati/Hector Bosio/Carlos Ficicchia | 5:38  |
| 7 | Cuando Pase El Temblor (Wenn das Beben nachläßt)                                | Gustavo Cerati                               | 4:55  |
| 8 | Vita-Set Mix aus: Te Hacen Falta Vitaminas & ¿Por Que No Puedo Ser del Jet-Set? | Gustavo Cerati/Hector Bosio/Carlos Ficicchia | 4:26  |
| 9 | Profugos (Flüchtige)                                                            | Gustavo Cerati/Carlos Ficicchia              | 6:04  |

## Singles
- Vita-Set
- Estoy Azulado
- Final Caja Negra

## Dokumentation
- Von der Live-Tour erschien eine VHS mit demselben Namen.

## Besetzung

### Soda Stereo
- Gustavo Cerati: E-Gitarre, Akustikgitarre & Gesang
- Zeta Bosio: E-Bass, Akustikgitarre & Background-Gesang
- Charly Alberti: Drums & Percussion

### Gastmusiker
- Daniel Sais: Keyboard, Background-Gesang
- Gustavo Aranguren: Trompete
- Ramón Carranza: Saxophon
- José Vera: Tenorsaxophon
- Rodrigo Barboza: Posaune
- The Supremes (Mónica Green, Melba Houston, Anita Robinson): Background-Gesang